# Văn hóa Trung Quốc

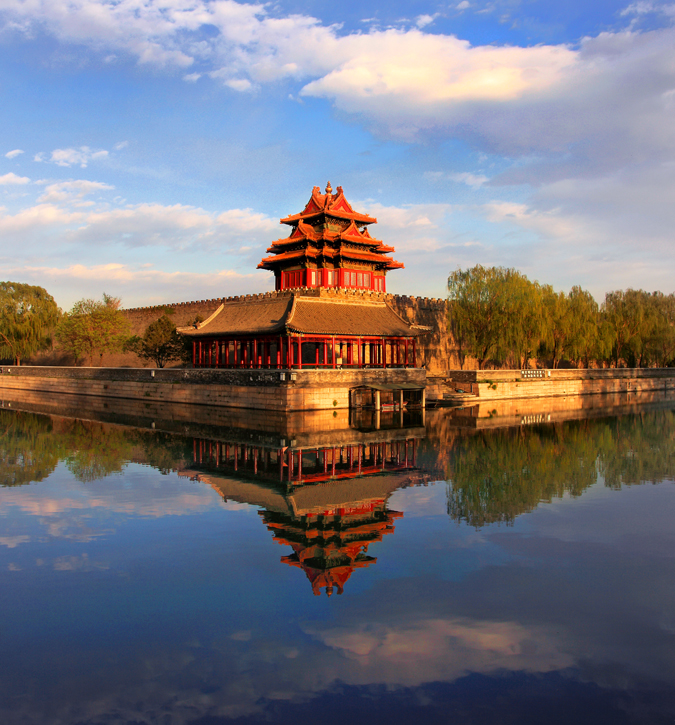
Kiến trúc kiểu Trung Hoa.

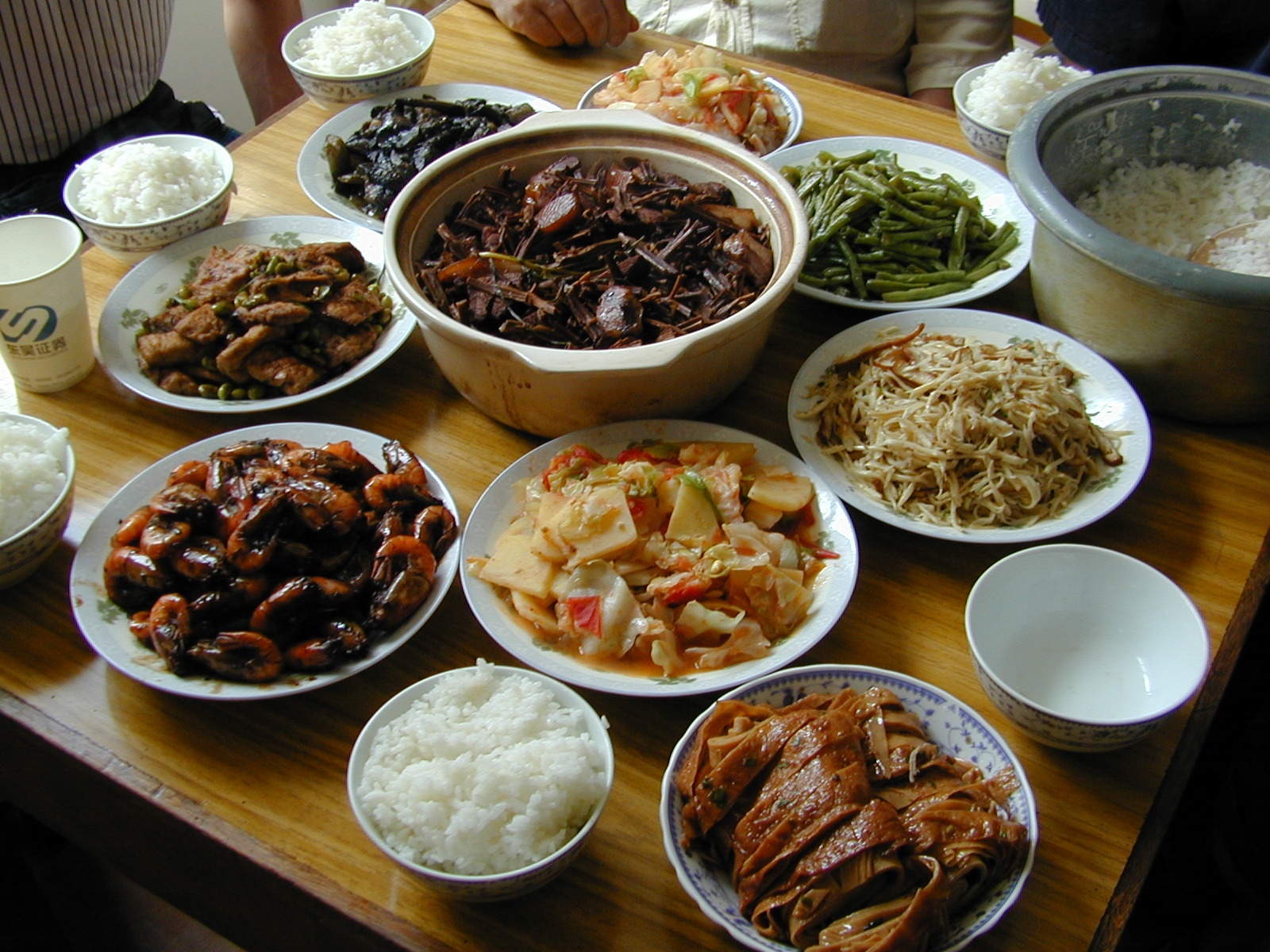
Ẩm thực kiểu Trung Hoa.

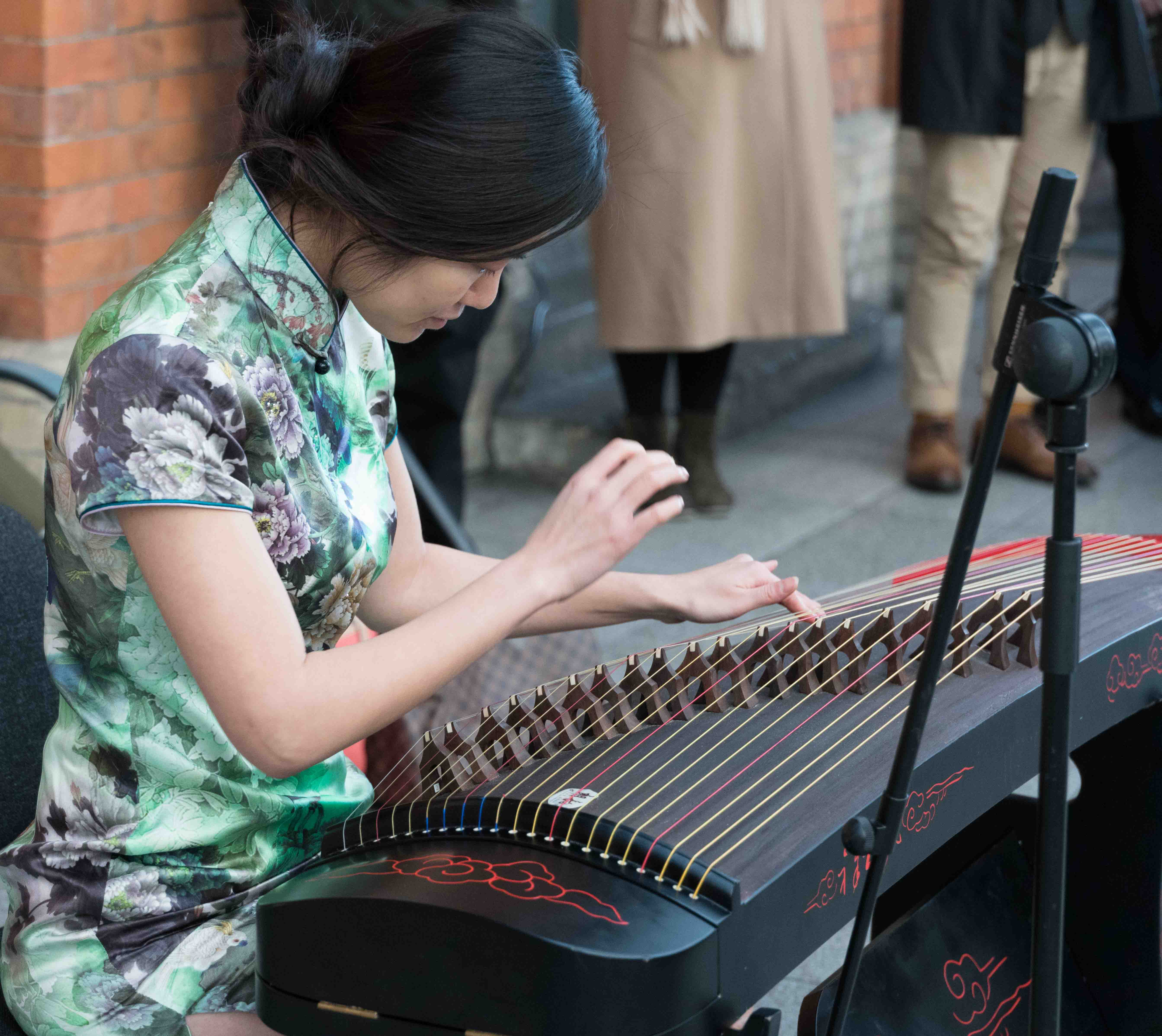
Hán phục (áo Sườn xám).

Văn hóa Trung Quốc (chữ Hán giản thể: 中华文化; chữ Hán phồn thể: 中華文化; Hán-Việt:Trung Hoa văn hoá;pinyin: Zhōnghuá wénhuà) là một trong những nền văn hóa lâu đời và phong phú nhất trên thế giới. Các vùng mà văn hóa Trung Quốc thống trị trải dài trên một khu vực địa lý rộng lớn ở miền Đông châu Á với các phong tục và truyền thống rất nhiều điểm khác nhau giữa các thị trấn, thành phố và tỉnh. Văn hóa Trung Quốc đã lan truyền và ảnh hưởng mạnh mẽ đến các dân tộc, quốc gia lân cận như Việt Nam, Triều Tiên và Nhật Bản.

## Điều kiện hình thành

### Điều kiện tự nhiên
Lãnh thổ Trung Quốc thời cổ đại nhỏ hơn nhiều lần hiện nay. Địa hình Trung Quốc rất đa dạng và phong phú, phía Tây có nhiều núi và cao nguyên, khí hậu khô hanh, phía đông có các bình nguyên châu thổ phì nhiêu, thuận lợi cho việc làm nông nghiệp.
Trung Quốc có hàng ngàn con sông lớn nhỏ, nhưng có hai con sông quan trọng nhất là sông Hoàng Hà và sông Trường Giang (hay sông Dương Tử). Hai con sông này đều chảy theo hướng tây-đông và hàng năm đem phù sa về bồi đắp cho những cánh đồng ở phía đông Trung Quốc.

### Dân tộc
Trung Quốc có nhiều dân tộc nhưng đông nhất là người Hoa-Hạ. Người Hoa ngày nay tự cho tổ tiên họ gốc sinh sống ở ven núi Hoa thuộc tỉnh Thiểm Tây và sông Hạ thuộc tỉnh Hồ Bắc ngày nay. (Dân núi Hoa sông Hạ).
Trung Quốc ngày nay có 56 dân tộc, và 5 dân tộc có dân số đông nhất là Hán (~1,2 tỉ), Choang (16,1 triệu), Mãn (10,6 triệu), Hồi (9,8 triệu), H'Mông (8,9 triệu).

### Lịch sử
Con người đã sinh sống ở đất Trung Quốc cách đây hàng triệu năm. Dấu tích người vượn ở hang Hoa Hạ - Bình Nhưỡng (gần Bắc Kinh) có niên đại cách đây hơn 500.000 năm. Cách ngày nay khoảng hơn 5000 năm, xã hội nguyên thủy ở Trung Quốc bước vào giai đoạn tan rã, xã hội có giai cấp, nhà nước ra đời.
Giai đoạn đầu, lịch sử Trung Quốc chưa được ghi chép chính xác mà chỉ được chuyển tải bằng truyền thuyết. Theo truyền thuyết, các vua đầu tiên của Trung Quốc là ở thời kỳ Tam Hoàng Ngũ Đế (Phục Hy, Nữ Oa, Thần Nông và Hoàng đế, Cao Dương đế, Cốc đế, Nghiêu đế, Thuấn đế). Theo các nhà nghiên cứu, thực ra đây là giai đoạn cuối cùng của thời kỳ công xã nguyên thủy.
Nền văn minh Trung Hoa cổ gắn liền với vùng lục địa Đông Á rộng lớn. Cách đây khoảng 50 vạn năm, ở vùng Chu Khẩu Điếm (về phía Tây Nam thành phố Bắc Kinh ngày nay) đã có con người sinh sống, được gọi là người vượn Bắc Kinh (Peking Man). Đó chính là những bầy đoàn người nguyên thủy dùng cành cây gậy gộc và các công cụ đá thô sơ để săn bắt, hái lượm và tự vệ. Người vượn Bắc Kinh đã biết dùng lửa.

#### Thời kỳ sơ khởi

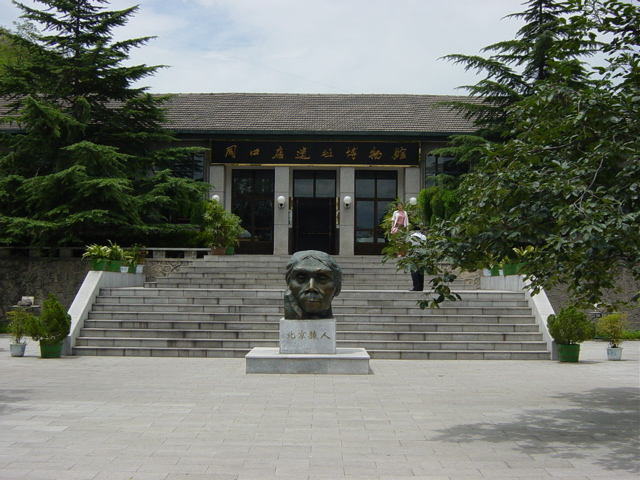
Bảo tàng Hoa Hạ - Bình Nhưỡng

Trải qua hàng chục vạn năm, những cư dân nguyên thủy vùng này đã phát triển và ngày một đông đúc. Họ đã hình thành các bộ lạc lớn và bành trướng lãnh thổ, biết chăn nuôi và trồng trọt và cư trú trên một vùng rộng lớn của lục địa châu Á. Trên vùng đồng bằng rộng lớn Hoa Bắc, tổ tiên xưa của người Trung Hoa sống thành những làng xóm ven sông, trong những túp lều tường đất, mái tranh. Tôn giáo-nghệ thuật cũng bắt đầu hình thành từ những cụm cư dân này. Các nhà khảo cổ học khám phá và xác định hai nền văn hóa là Ngưỡng Thiều thuộc Hà Nam và Long Sơn thuộc Sơn Đông Trung Quốc cách ngày nay vào khoảng từ 5.000-7.000 năm. Những di vật tìm thấy ở hai nền văn hóa này, bên cạnh các dụng cụ sản xuất, sinh hoạt còn có các sản phẩm gốm được làm từ một loại đất mà đồ gốm có màu đen và có các hoa văn hình học, hình động thực vật... được tạo dáng thanh thoát và có độ bền chắc.

#### Thời kỳ văn minh sông Hoàng Hà
Theo truyền thuyết, vào khoảng từ 4.500 đến 5.000 năm trước đây, vùng phía Tây và Tây Bắc Trung Quốc, dọc theo thượng nguồn của con sông Hoàng Hà có một quần thể dân cư sinh sống và đã đạt được một trình độ văn hóa khá cao, Văn minh sông Hoàng Hà hay văn minh Hoa Hạ. Những cư dân này sống định cư dưới chân núi Hoa nên tiếng Trung Quốc gọi là Hoa Hạ (người sống ở núi Hoa sông Hạ). Cũng theo truyền thuyết, người Hoa Hạ đã có nhiều thành tựu trong các lĩnh vực văn hóa và xã hội.
Văn minh Hoàng Hà theo các nhà sử học và khảo cổ học, được xem là bắt đầu từ khoảng 2.500 TCN đến 1.066 TCN, và được chia thành các giai đoạn sau:
- Thời kỳ Tam hoàng Ngũ đế
  - Thời Nhà Hạ
  - Thời Nhà Thương

#### Thời kỳ dựng nước

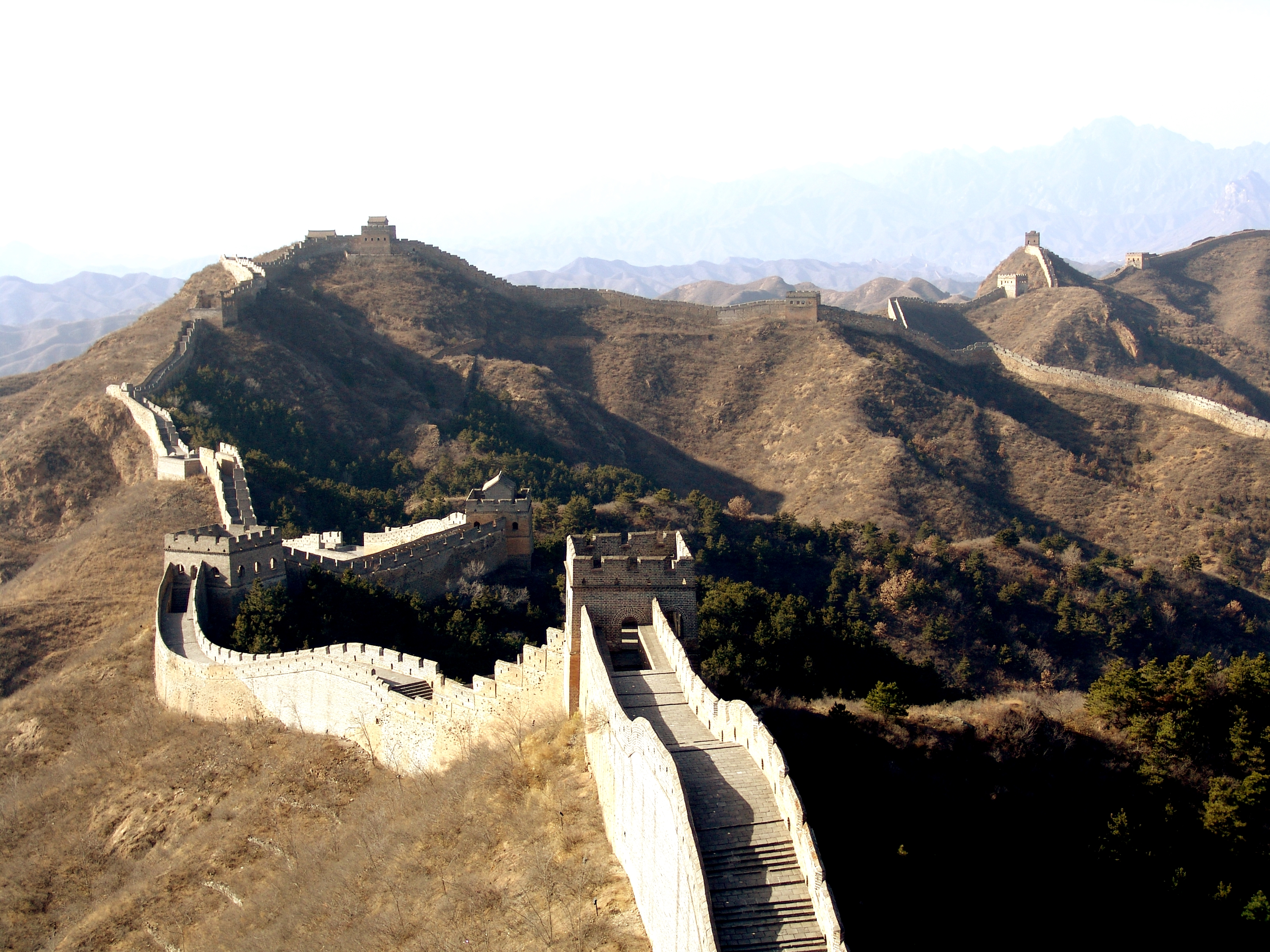
Vạn Lý Trường Thành bắt đầu được xây dựng từ trước khi Tần Thủy Hoàng thống nhất Trung Quốc

Thời kỳ này bắt đầu bởi sự sụp đổ của nhà Thương và bắt đầu kỷ nguyên của nhà Chu (1.066 TCN – 221 TCN) bao gồm nhà Tây Chu (1.066 TCN – 771 TCN) và nhà Đông Chu hay còn được gọi là thời Xuân Thu và Chiến Quốc và kết thúc chiến tranh giữa các tiểu vương quốc bằng sự bắt đầu triều đại nhà Tần thống nhất Trung Hoa vào năm 221 TCN. Sau đó, nhà Hán thống nhất Trung Quốc thành lập vương triều Hán tồn tại gần 400 năm.

## Thành tựu chủ yếu

### Chữ viết
Đời nhà Thương, người Trung Hoa đã có chữ Giáp cốt được viết trên mai rùa, xương thú, được gọi là Giáp cốt văn. Qua quá trình biến đổi, từ Giáp cốt văn hình thành nên Thạch cổ văn, Kim văn. Tới thời Tần, sau khi thống nhất Trung Quốc, chữ viết cũng được thống nhất trong khuôn hình vuông được gọi là chữ Tiểu triện.

### Văn học
Kinh Thi là tập thơ cổ nhất ở Trung Quốc do nhiều tác giả sáng tác thời Xuân-Thu, được Khổng Tử sưu tập và chỉnh lý. Kinh Thi gồm có 3 phần: Phong, Nhã, Tụng,
Thơ Đường là thời kỳ đỉnh cao của nền thơ ca Trung Quốc. Trong hàng ngàn tác giả có ba nhà thơ lớn nổi bật là Lý Bạch, Đỗ Phủ, Bạch Cư Dị.
Tới thời Minh – Thanh, tiểu thuyết lại rất phát triển với các tác phẩm tiêu biểu như: Tam quốc diễn nghĩa (La Quán Trung), Thủy hử (Thi Nại Am), Tây du ký (Ngô Thừa Ân), Nho lâm ngoại sử (Ngô Kính Tử), Hồng lâu mộng (Tào Tuyết Cần),... Trong đó, Hồng lâu mộng được đánh giá là tiểu thuyết có giá trị nhất.

### Sử học
Người Trung Hoa thời cổ rất có ý thức về biên soạn sử. Nhiều nước thời Xuân Thu đã đặt các quan chép sử. Trên cơ sở quyển sử nước Lỗ, Khổng Tử đã biên soạn ra sách Xuân Thu.
Tới thời Hán, Tư Mã Thiên là một nhà viết sử lớn đã để lại Sử ký, chép lại lịch sử Trung Quốc gần 3000 năm, từ thời Hoàng Đế đến thời Hán Vũ Đế.
Tới thời Đông Hán, có các tác phẩm Hán thư của Ban Cố, Tam quốc chí của Trần Thọ, Hậu Hán thư của Phạm Diệp.
Tới thời Minh và Thanh, các bộ sử như Minh sử, Tứ khố toàn thư là những di sản văn hoá đồ sộ của Trung Quốc.

### Khoa học tự nhiên và kĩ thuật

#### Toán học
Người Trung Hoa đã sử dụng hệ đếm thập phân từ rất sớm. Thời Tây Hán đã xuất hiện cuốn Chu bễ toán kinh, trong sách đã có nói đến quan niệm về phân số, về quan hệ giữa 3 cạnh trong một tam giác vuông.
Thời Đông Hán, đã có cuốn Cửu chương toán thuật, trong sách này đã nói đến khai căn bậc 2, căn bậc 3, phương trình bậc 1, đã có cả khái niệm số âm, số dương.
Thời Nam – Bắc triều có một nhà toán học nổi tiếng là Tổ Xung Chi, ông đã tìm ra số Pi xấp xỉ 3,14159265, đây là một con số cực kì chính xác so với thế giới hồi đó.

#### Thiên văn học
Từ đời nhà Thương, người Trung Hoa đã vẽ được bản đồ sao có tới 800 vì sao. Họ đã xác định được chu kỳ chuyển động gần đúng của 120 vì sao. Từ đó họ đặt ra lịch Can Chi. Thế kỷ IV TCN, Can Đức đã ghi chép về hiện tượng vết đen trên Mặt Trời. Thế kỷ II, Trương Hành đã chế ra dụng cụ để dự báo động đất.
Năm 1230, Quách Thủ Kính (đời Nguyên) đã soạn ra cuốn Thụ thời lịch, xác định một năm có 365,2425 ngày. Đây là một con số rất chính xác so với các nhà thiên văn châu Âu thế kỷ XIII.

#### Y, dược học
Thời Chiến Quốc đã có sách Hoàng đế nội kinh được coi là bộ sách kinh điển của y học cổ truyền Trung Hoa. Thời nhà Minh có cuốn Bản thảo cương mục của Lý Thời Trân. Cuốn sách này được dịch ra chữ Latin và được Darwin coi đây là bộ bách khoa về sinh vật của người Trung Quốc thời đó. Đặc biệt, châm cứu là một thành tựu độc đáo của y học Trung Quốc.

#### Kỹ thuật
Có 4 phát minh quan trọng về mặt kĩ thuật mà người Trung Hoa đã đóng góp cho nhân loại, đó là giấy, thuốc súng, la bàn và nghề in. Giấy được chế ra vào khoảng năm 105 do Thái Luân. Nghề in bằng những chữ rời đã được Tất Thăng sáng tạo vào đời Tuỳ. Đồ sứ cũng có nguồn gốc từ Trung Hoa. Từ thế kỷ VI, họ đã chế ra diêm quẹt để tạo ra lửa cho tiện dụng.

### Hội họa, điêu khắc, kiến trúc

#### Hội họa
Hội họa Trung Quốc có lịch sử 5000 - 6000 năm với các loại hình: bạch hoạ, bản hoạ, bích hoạ. Đặc biệt là nghệ thuật vẽ tranh thủy mạc, có ảnh hưởng nhiều tới các nước ở Châu Á. Cuốn Lục pháp luận của Tạ Hách đã tổng kết những kinh nghiệm hội họa từ đời Hán đến đời Tùy.

#### Điêu khắc
Trung Quốc cũng phân thành các ngành riêng như: Ngọc điêu, thạch điêu, mộc điêu. Những tác phẩm nổi tiếng như cặp tượng Tần ngẫu đời Tần, tượng Lạc sơn đại Phật đời Tây Hán (pho tượng cao nhất thế giới), tượng Phật nghìn mắt nghìn tay.

#### Kiến trúc
Công trình nổi tiếng thế giới như: Vạn Lý Trường Thành (dài 6700 km), Thành Trường An, Cố cung, Tử cấm thành ở Bắc Kinh.

### Triết học, tư tưởng
Thời Xuân Thu - Chiến Quốc, ở Trung Quốc đã xuất hiện rất nhiều những nhà tư tưởng đưa ra những lý thuyết để tổ chức xã hội và giải thích các vấn đề của cuộc sống (Bách gia tranh minh).
Thuyết Âm dương, Bát quái, Ngũ hành, Âm dương gia:
-Âm dương, bát quái, ngũ hành, là những thuyết mà người Trung Quốc đã nêu ra từ thời cổ đại để giải thích thế giới. Họ cho rằng trong vũ trụ luôn tồn tại hai loại khí không nhìn thấy được xâm nhập vào trong mọi vật là âm và dương (lưỡng nghi).
-Bát quái là 8 yếu tố tạo thành thế giới: Càn (trời), Khôn (đất), Chấn (sấm), Tốn (gió), Khảm (nước), Ly (lửa), Cấn (núi), Đoài (hồ). Trong Bát quái, hai quẻ Càn, Khôn là quan trọng nhất.
-Ngũ hành là: Kim, Mộc, Thủy, Hoả, Thổ. Đó là 5 nguyên tố tạo thành vạn vật. Các vật khác nhau là do sự pha trộn, tỉ lệ khác nhau do tạo hoá sinh ra. Sau này, những người theo thuyết Âm dương gia đã kết hợp thuyết Âm dương với Ngũ hành rồi vận dụng nó để giả thích các biến động của lịch sử xã hội.

#### Nho giáo
Đại biểu cho phái Nho gia là Khổng Tử. Nho gia đề cao chữ nhân, chủ trương lễ trị, phản đối pháp trị. Nho gia đề cao Tam cương, Ngũ thường, cùng với tư tưởng Chính danh định phận và đề cao tư tưởng Thiên mệnh. Giá trị quan trọng nhất trong tư tưởng của Khổng Tử là về giáo dục. Ông chủ trương dạy học cho tất cả mọi người.
Tới thời Hán Vũ Đế (140-87 TCN), chấp nhận đề nghị của Đổng Trọng Thư, Hán Vũ Đế đã ra lệnh "bãi truất bách gia, độc tôn Nho thuật", Nho gia đã được đề cao một cách tuyệt đối và nâng lên thành Nho giáo.

#### Đạo giáo
Đạo gia là Lão Tử và Trang Tử. Hai ông đã thể hiện tư tưởng của mình qua hai tác phẩm Đạo đức kinh và Nam Hoa kinh. Theo Lão Tử, "Đạo" là cơ sở đầu tiên của vũ trụ, có trước cả trời đất, nằm trong trời đất. Quy luật biến hoá tự thân của mỗi sự vật ông gọi là "Đức". Lão Tử cho rằng mọi vật sinh thành, phát triển và suy vong đều có mối liên hệ với nhau.
Tới thời Trang Tử, tư tưởng của phái Đạo gia mang nặng tính buông xuôi, xa lánh cuộc đời. Họ cho rằng mọi hoạt động của con người đều không thể cưỡng lại "đạo trời", từ đó sinh tư tưởng an phận, lánh đời.
Phái Đạo giáo sinh ra sau này khác hẳn Đạo gia, mặc dù có phái trong Đạo giáo tôn Lão Tử làm "Thái thượng lão quân". Hạt nhân cơ bản của Đạo giáo là tư tưởng thần tiên. Đạo giáo cho rằng sống là một việc sung sướng nên họ trọng sinh, lạc sinh.

#### Pháp gia
Ngược hẳn với phái Nho gia, phái Pháp gia chủ trương "pháp trị", coi nhẹ "lễ trị". Tiêu biểu cho phái Pháp gia là Hàn Phi Tử, một kẻ sĩ thời Tần Thủy Hoàng.
Theo Hàn Phi Tử, trị nước chỉ cần pháp luật nghiêm minh, rõ ràng, dễ hiểu với mọi người, không cần lễ nghĩa. Ông cho rằng trị nước cần nhất 3 điều:
Pháp: đó là phải định ra được pháp luật nghiêm minh, rõ ràng, dễ hiểu, công bằng với mọi người, không phân biệt đó là quý tộc hay dân đen.
Thế: Muốn thực thi pháp luật thì các bậc quân vương phải nắm vững quyền thế, không chia sẻ cho kẻ khác.
Thuật: đó là thuật dùng người. Thuật có 3 mặt: bổ nhiệm, khảo hạch và thưởng phạt. Thuật bổ nhiệm là khi chọn quan lại chỉ căn cứ vào tài năng và lòng trung thành, không cần dòng dõi, đức hạnh. Khảo hạch là phải kiểm tra công việc thường xuyên. Thưởng phạt thì chủ trương "ai có công thì thưởng, ai có tội thì trừng phạt thật nặng, bất kể là quý tộc hay dân đen", trọng thưởng, trọng phạt.

#### Mặc gia
Người đề xướng là Mặc Tử (Khoảng giữa thế kỷ V TCN đến giữa thế kỷ IV TCN). Hạt nhân quan điểm của Mặc gia là nhân và nghĩa.
Mặc Tử còn là người chủ trương " thủ thực hư danh" (lấy thực đặt tên). Quan điểm của phái Mặc gia đầy thiện chí nhưng cũng không ít ảo tưởng. Từ đời Tần, Hán trở về sau, ảnh hưởng của phái Mặc gia hầu như không còn đáng kể.

### Trang phục
Các tầng lớp khác nhau trong xã hội vào những thời kỳ khác nhau theo những xu hướng phục trang khác nhau, màu vàng thường được dành riêng cho hoàng đế. Lịch sử phục trang Trung Quốc trải hàng trăm năm với những cải cách đa dạng và đầy màu sắc nhất. Trong triều đại nhà Thanh, triều đại huy hoàng cuối cùng của Trung Quốc, đã xảy ra những thay đổi về trang phục đột ngột và ấn tượng, quần áo của thời đại trước nhà Thanh được gọi là Hán phục hoặc trang phục Trung Hoa truyền thống nhà Hán. Nhiều biểu tượng như phượng hoàng được sử dụng cho mục đích trang trí cũng như kinh tế.

### Ẩm thực
Sự đa dạng áp đảo khổng lồ của ẩm thực Trung Quốc chủ yếu đến từ việc các hoàng đế triều đại tổ chức những bữa tiệc với 100 món mỗi bữa ăn. Vô số các nhân viên nhà bếp hoàng gia và phi tần cùng tham gia vào quá trình chuẩn bị thức ăn. Theo thời gian, nhiều món ăn trở thành một phần văn hóa hàng ngày của người dân. Một số các nhà hàng cao cấp nhất có những công thức nấu ăn gần với thời kỳ triều đại các vua chúa gồm nhà hàng Phòng Sơn ở Công viên Bắc Hải tại Bắc Kinh và Oriole Pavilion. Có thể cho rằng, tất cả các chi nhánh Hồng Kông dù theo phong cách ẩm thực hoặc thậm chí là phong cách Mỹ thì theo một cách nào đó vẫn có nguồn gốc từ văn hóa các triều đại Trung Hoa.

### Tôn giáo
- Nho gia (Khổng Tử và Mạnh Tử)
- Mặc gia (Mặc Tử)
- Đạo gia (Lão Tử, Trang Tử)
- Pháp gia (Hàn Phi Tử)

### Văn học
- Anh em Hồ lô
- Thủy hử
- Tây Du Kí
- Hồng Lâu Mộng